# DTEK
DTEK (ДТЕК) er en ukrainsk energikoncern med hovedkvarter i Kyiv. De producerer elektricitet på solkraft, vindkraft og fossile brændsler. De udvinder kul og naturgas, handler energiprodukter og de distribuer el til forbrugerne.
Virksomheden ejes af Rinat Akhmetovs SCM Holdings. DTEK blev etableret i 2005.